# Кингисеппский округ
Кингисеппский округ — административно-территориальная единица в составе Ленинградской области, существовавшая в 1935—1940 годах. Административный центр — город Кингисепп.
Кингисеппский округ был образован 22 марта 1935 года как пограничный в западной части Ленинградской области.
Округ ликвидирован в сентябре 1940 года, а входящие в него районы подчинены непосредственно областным органам власти.
По данным переписи населения 1939 года, в округе проживало 118,7 тыс. человек. В том числе русские — 72,7 %; финны — 8,9 %; эстонцы — 8,5 %; украинцы — 1,4 %.

## Административное деление
Округ включал 3 района:
- Волосовский,
- Кингисеппский,
- Осьминский.